# Милан Зечар
Милан Зечар (Шћеница, код Требиња, 1906 — Мојанци, код Кочана, 10. јун 1944) био је један од организатора Народноослободилачка борба на Косову и Метохији и народни херој Југославије.

## Биографија
Рођен је 1906. године у селу Шћеница, код Требиња. Потиче из сељачке породице, која је, због сиромаштва, дошла у Србију и населила се у селу Раткоцер, код Урошевца.
Пре Другог светског рата, Милан је био веома активан у Задружном покрету. На његову иницијативу, основана је сеоска земљорадничка задруга. На његово залагање, подигнуте су и две пилане код Новог Пазара, па су сељаци могли да купују грађу јефтиније него у продавницама приватника. За потребе сељака, одабирао је и набављао пољопривредне машине и алате. После два месеца курса и шестомесечне праксе постао је самостални књиговођа, тако да је више могао да помаже Задрузи и задругарима.
Успео је да после Априлског рата, 1941. године, избегне заробљавање и вратио се кући с пушком. У селу је почео да окупља родољубиве сељаке и говорио им да би требало да скупљају оружје и муницију, који су остали иза бивше југословенске војске. У једној таквој акцији био је ухапшен. Случајем околности, тога дана када је ухапшен Немци су предавали власт Италијанима и албанским балистима, па је успео да побегне, избегавши сигурну смрт.
Партијска организација запазила је његову активност и примила га, 7. јануара 1942, за члана Комунистичке партије Југославије. Истог месеца, у његову кућу упали су карабинијери и извршили претрес. Пошто га нису нашли, ухапсили су му супругу и дете, и одвели их у Урошевац.
Марта 1942. године постао је члан Месног комитета КПЈ за Урошевац, у коме је, све до марта 1943, био одговоран за војни сектор. Био је прави организатор у формирању позадинских војних јединица у целом срезу и Сиринићкој Жупи. До септембра 1942. године формирао је пет позадинских батаљона, па је, због командовања над њима, образован Штаб одреда, у коме је Милан био командант. Био је врло активан и у формирању нових партијских ћелија КПЈ и НО одбора. Учествовао је, у јулу 1942, на саветовању Окружног комитета КПЈ за Косово и Метохију, у селу Грболе.
Био је врло активан у формирању партизанских одреда на територији Урошевца, где су формирани одреди: „Зејнел Ајдини“ (27. новембра 1942), Шарпланински (3. новембра 1942. и 28. марта 1943), Карадачки (јула 1943) и „Емин Дураку“ (јануара 1943). Због великог доприноса развоју НОБ-а, постао је, 25. октобра 1942. године, члан Привременог Главног штаба НОП и ДВ за Косово и Метохију. Овај штаб је, 1. новембра 1942. године, објавио „Саопштење“ о своме формирању, позивајући народе Косова и Метохије да ступе у партизанске редове. Учествао је, у децембру 1943. године, и на саветовању Окружног комитета, уз присуство делегата Врховног штаба НОВ и ПОЈ, о развоју НОБ на Косову и Метохији.
Када је, 15. априла 1943. године, образован Главни штаб НОВ и ПО Косова и Метохије, као и Прва косовска и Друга метохијска оперативна зона, Милан је постављен за команданта Прве косовске оперативне зоне. Као делегат Главног штаба Косова и Метохије, упућен је у Јабланицу и Врањско-кумановско подручје, да организује стварање база на које ће се ослањати косовске партизанске јединице, и дејствовати у садејству с партизанима са ових подручја.
У Јабланицу, у Штаб Првог јужноморавског партизанског одреда, стигао је 12. августа 1943. године, и учествовао је у одбрамбеним борбама против четника на Радану. На основу његове идеје, четници су нападнути из позадине и тако је разбијен четнички косовски корпус и заплењена његова архива у августу 1943. године. Са секретаром Покрајинског комитета КПЈ за Србију, др. Благојем Нешковићем, закључио је, 6. септембра 1943. године, договор о предузимању војно-политичких мера на југу Србије. Због помоћи Народноослободилачкој борби на Косову, с ослонцем на Први и Други јужноморавски одред и Окружне комитете у Лесковцу, Врању, а посебно на Срески комитет КПЈ за Прешево.
У манастиру Прохор Пчињски, код Врања, 19. новембра 1943. године са Обласним комитетом КПЈ за Косово, чији је био члан, формирао је Први косовски батаљон. Убрзо потом, 20. новембра, одређен је за команданта Оперативног штаба, због координације дејства Косовског, Првог јужноморавског и Кумановског батљона. Одређен је за заменика команданта новог Оперативног штаба, формираног 2. фебруара 1944. године. Са Првим косовским батаљоном и другим јединицама учествује у око 30 борби против бугарских и немачких јединица. Учествовао је у децембру 1943. године у ослобођењу 1.800 интернираца у Кривој Паланци, у десетодневној операцији на Карадаку, у уништењу четника 29. фебруара 1944. године, код села Сејца, и њиховом гоњењу, када је Први косовски батаљон заробио 104 четника и више њих убио и ранио.
У Вишевцу, 25. марта 1944. године, именован је за команданта новооснованог Косовског НОП одреда. У време боравка у шуми Обозне, реорганизован је штаб Осме српске бригаде, јер је од бораца бригаде и Косовског батаљона створена једна борбена јединица, а Милан је именован за њеног команданта. Око 9 часова, истог дана, бугарски авиони напали су бомбама и митраљеском паљбом, а према месту где су се налазили партизани, кретао се батаљон Бугара. Колону су разбила два батаљона Треће македонске НОУ бригаде. У то време, Осма српска бригада сукобила се, око 14 часова, с другом колоном од око 500 бугарских војника. После кратке и жестоке борбе, и ова колона Бугара била је разбијена и натерана у бекство.
Борбени задаци довели су Осму српску бригаду у северну Грчку, заједно с јединицама Осоговске групе. После непрекидних борби против Бугара и Немаца, бригада је с југословенско-грчке границе кренула ка Козјаку и Пчињи, у Србију. Од Градачких планина, на чијим су се падинама јединице одмарале, Осоговска група је покушала, 2. јуна 1944, да пређе Вардар код села Градеца, да би се пребацила у западну Македонију. Прелаз није успео, па је Главни штаб НОВ и ПО Македоније одлучио да се Осоговска група врати у Србију, на планину Козјак.
Осма српска и Трећа македонска ударна бригада водиле су, 5. јуна 1944, шесточасовну борбу против непријатељских јединица. Бригаде су, заједничким дејством, одбациле Бугаре, али су се и саме морале повући. У поподневним часовима 9. јуна 1944. успостављена је радио-веза с Врховним штабом НОВ и ПОЈ, који је истог дана депешом наредио да Милан Зечар одмах крене ка југу Србије, да би примио команду над 25-ом српском дивизијом. У истој депеши за политичког комесара дивизије постављен је Радош Јовановић Сеља.
С планине Плачковице, у ноћи између 9. и 10. јуна 1944, бригаде су кренуле преко Брегалнице, ка Осоговским планинама. Река Брегалница није била нарочита препрека за борце обе бригаде. Али, ту су била пространа пиринчана поља. Ноге бораца и коња упадале су у муљ, због чега је кретање било отежано и успорено.
Тачно у поноћ, користећи се пољским путем између пиринчаних поља, на око 300 метара од села Мојанци, код Кочана, колоне су пришле риту Брегалнице. У претходници била је Прва косовска бригада, и она се сукобила с бугарском пешадијом и водом митраљезаца, који су били у заседи. Косовци су без задржавања прешли у јуриш. За њима је јуришала и Осма српска бригада. У краткој, али одлучној и жестокој борби, бригаде су успеле да разбију бугарску заседу, али је Милан Зечар погинуо.
После сахране, пред постројеним борцима, прочитана је депеша Врховном штабу НОВ и ПОЈ, у којој се тражило да се Милану Зечару, земљораднику с Косова, команданту Прве косовске бригаде, додели назив народног хероја „… јер је својим беспримерним хероизмом у досадашњим борбама против непријатеља … био оличење јунаштва и служио као пример свима“.
Указом Президијума Народне скупштине Федеративне Народне Републике Југославије, 5. јула 1951. године, проглашен је за народног хероја.